# Любомир Мельник
Любомир Мельник (англ. Lubomyr Melnyk, нар. 22 грудня 1948) — канадський композитор і піаніст українського походження. Народився в українській сім'ї, що емігрувала до Німеччини. Проживав тривалий час у Канаді.
Мельник відомий «безперервною музикою», піанінною технікою, що базується на дуже швидких нотах й складних нотних послідовностях, що створюють «звукове полотно», зазвичай з використанням правої педалі для створення обертонів і резонансів. 

## Життєпис
Любомир народився 1948 року в Мюнхені. Згодом після народження сина його сім'я переїхала до Канади, до міста Вінніпег. Вивчав латину й філософію в Коледжі Святого Павла, який є найбільшим католицьким коледжем в усій провінції Манітоба. Аспірантуру закінчив в Університеті Квінс в Кінгстоні, також за спеціальністю «Філософія».
З 1973 по 1975 роки Любомир Мельник жив у Парижі. Працював разом з Кароліною Карлсон у Паризькій опері, писав музику для хореографічних постановок, тоді ж створив і свою методику гри на фортепіано.

## Творчість
Любомир — автор понад 120 музичних творів. Співпрацював з французькими хореографами і рядом європейських та американських композиторів: Джеймсом Блекшоу, Пітером Бродеріком, Нільсом Фрамом і іншими. Часто в музиці звертався до своїх українських коренів, так, один з його творів написаний на вірші Тараса Шевченка, окрему композицію Любомир Мельник присвятив Симону Петлюрі.
Методику своєї гри композитор описав у своєму трактаті «Відкритий час: мистецтво безперервної музики». Склав 22 етюди для музикантів-початківців, що бажають навчитися його техніки гри. Як правило, Мельник грає музику, не відриваючи ноги від педалі і, таким чином, створюючи безперервну звукову лінію з переборів різної тривалості. Деякі критики ставляться до творчості Мельника вельми скептично, вважаючи його роботи просто швидкими арпеджіо.
1985 року в Швеції Любомир встановив два світові рекорди. Відповідно до одного з них композитор показав себе найшвидшим піаністом у світі: він зміг зіграти мелодію, граючи 19 з половиною нот щосекунди кожною рукою одночасно. Другий зафіксований рекорд: виконання найбільшої кількості нот за годину гри, при швидкості 13-14 нот за секунду кожною рукою.
Свої понад 20-хвилинні композиції він грає без нот, із заплющеними очима. Каже, що те, що він бачить під час гри, — це повна концентрація, зв'язок із інструментом, який «співає під його пальцями». «Люди думають, що в трансі, але я є цілком притомний», — пояснює свій стан піаніст.
Щодо передачі своєї техніки наступним поколінням Мельник зазначає, що поки не знайшов студента з необхідною музичною базою, який би цим зацікавився. Також вважає, що (станом на 2018 рік) у світі немає іншого піаніста, який міг би зіграти його твори.

## Світові тури
Піаніст зробив кілька турів і відіграв більше 100 концертів тільки за 2018—2019 роки, з них 40 — лише в Україні.
В Києві вперше виступив у 2016 році. Із того часу дуже багато гастролює саме Україною.
Останні два великі тури — у 2018 і 2019. У квітні 2018 року також був міні-тур Україною — 6 міст: з 11 по 17 квітня (Львів, Луцьк, Рівне, Тернопіль, Вінниця, Київ).
У 2018 році Любомир у рамках туру до свого 70-річчя відвідав 16 міст Європи, серед них і міста України: Дати туру:
- 01/09 — Орхус, Данія (Ujazz 2018)
- 21/09 — Глазго, Шотландія
- 22/09 — Лондон, Англія
- 29/09 — Івано-Франківськ
- 30/09 — Чернівці
- 01/10 — Тернопіль
- 03/10 — Черкаси
- 05/10 — Запоріжжя
- 06/10 — Дніпро
- 20/10 — Лейпциг, Німеччина
- 21/10 — Берлін, Німеччина
- 23/11 — Брюгге, Бельгія
- 25/11 — Утрехт, Нідерланди
- 21/12 — Краків, Польща
- 05/12 — Львів
- 20/12 — Київ.[12]

Тур 2018 року був завершений у Києві 20 грудня, так захотів сам маестро, в цей день він відзначив і свій день народження.

## Дискографія
- KMH: Piano Music in the Continuous Mode (1979)
- The Lund — St. Petri Symphony (1983)
- Concert-Requiem (1983)
- Poslaniye (1983)
- The Stone Knight (1983)
- The Song of Galadriel (1985)
- Remnants of Man / The Fountain (1985)
- Wave-Lox (1985)
- The Voice Of Trees (1985)
- NICHE / NOURISH / NICHE-XONs (1988)
- A Portrait Of Petlura On The Day He Was Killed {Lyrrest} (1989)
- It Was Revealed Unto Us That Man Is The Centre Of The Universe (1993)
- Swallows (1994)
- Vocalizes and Antiphons (1991—1994)
- Beyond Romance (2010)
- The Self-Luminous Way (2011)
- Windmills (2013)
- Corollaries (2013)
- Three Solo Pieces (2013)
- Evertina (2014)
- Rivers and Streams (2015)
- Illirion (2016)
- Fallen Trees (2018)[8]